# Семихинон
Семихинон, или семихинон-радикал — свободный анион-радикал, образующийся при потере одного протона и одного электрона в процессе дегидрирования гидрохинона с переходом его в хинон, или же при добавлении одного электрона и протона к хинону. Этот радикал — важная переходная стадия восстановления убихинона или пластохинона в процессе фотосинтеза или дыхания.